# Funkcja σ
Funkcja σ (sigma), niekiedy {\displaystyle d(n)} – funkcja określona dla liczb naturalnych jako suma wszystkich dodatnich dzielników danej liczby.
Przykładowo: {\displaystyle \sigma (6)=1+2+3+6=12.}
Sumę {\displaystyle k}-tych potęg dzielników oznacza się przez {\displaystyle \sigma _{k}(n),} na przykład {\displaystyle \sigma _{0}(n)} to liczba dzielników danej liczby, znana również jako funkcja τ.
Liczby spełniające równanie {\displaystyle \sigma (n)=2n} nazywa się liczbami doskonałymi, nierówność {\displaystyle \sigma (n)>2n} nadmiarowymi, a nierówność {\displaystyle \sigma (n)<2n} deficytowymi.

## Twierdzenie
Jeśli {\displaystyle n\in \mathbb {N} } ma rozkład na czynniki pierwsze postaci {\displaystyle n=p_{1}^{\alpha _{1}}p_{2}^{\alpha _{2}}\dots p_{k}^{\alpha _{k}},} to
{\displaystyle \sigma (n)={\frac {p_{1}^{\alpha _{1}+1}-1}{p_{1}-1}}\cdot {\frac {p_{2}^{\alpha _{2}+1}-1}{p_{2}-1}}\cdot \ldots \cdot {\frac {p_{k}^{\alpha _{k}+1}-1}{p_{k}-1}}.}

### Dowód
Każdy dzielnik naturalny liczby {\displaystyle n} można przestawić w postaci:
{\displaystyle d=p_{1}^{\lambda _{1}}p_{2}^{\lambda _{2}}\dots p_{k}^{\lambda _{k}},}
gdzie:
|  |  | {\displaystyle \lambda _{i}\in \mathbb {Z} ,\ 0\leqslant \lambda _{i}\leqslant \alpha _{i}.} |  | (1) |

Ponieważ różnym układom liczb {\displaystyle \lambda _{1}\dots \lambda _{k}} spełniającym (1) odpowiadają różne dzielniki {\displaystyle n,} więc:
|  |  | {\displaystyle \sigma (n)=\sum p_{1}^{\lambda _{1}}p_{2}^{\lambda _{2}}\dots p_{k}^{\lambda _{k}},} |  | (2) |

gdzie sumowanie rozciąga się na wszystkie układy liczb całkowitych spełniające (1).
Każdy składnik sumy (2) występuje dokładnie raz, dlatego tę sumę można „zwinąć” do postaci iloczynowej:
{\displaystyle \sigma (n)=\left(1+p_{1}^{1}+\ldots +p_{1}^{\alpha _{1}}\right)\left(1+p_{2}^{1}+\ldots +p_{2}^{\alpha _{2}}\right)\dots \left(1+p_{k}^{1}+\ldots +p_{k}^{\alpha _{k}}\right).}
Z kolei {\displaystyle i}-ty czynnik powyższego iloczynu jest skończoną sumą szeregu geometrycznego o ilorazie {\displaystyle p_{i},} więc
{\displaystyle 1+p_{i}^{1}+\ldots +p_{i}^{\alpha _{i}}={\frac {p_{i}^{\alpha _{i}+1}-1}{p_{i}-1}}.}
Stąd teza.